# 张楫
张楫，金朝末年、元朝初年临潢全州（今内蒙古自治区翁牛特旗）人。
张楫在金朝担任商州南仓使。1232年，率领数千民众降附蒙古帝国窝阔台。后奉命监榷北京等路赋课，又为北京都转运使。于是定居北京（大定府，今内蒙古宁城县西），其子張庭珍、張庭瑞。